# 시에라리온 요리

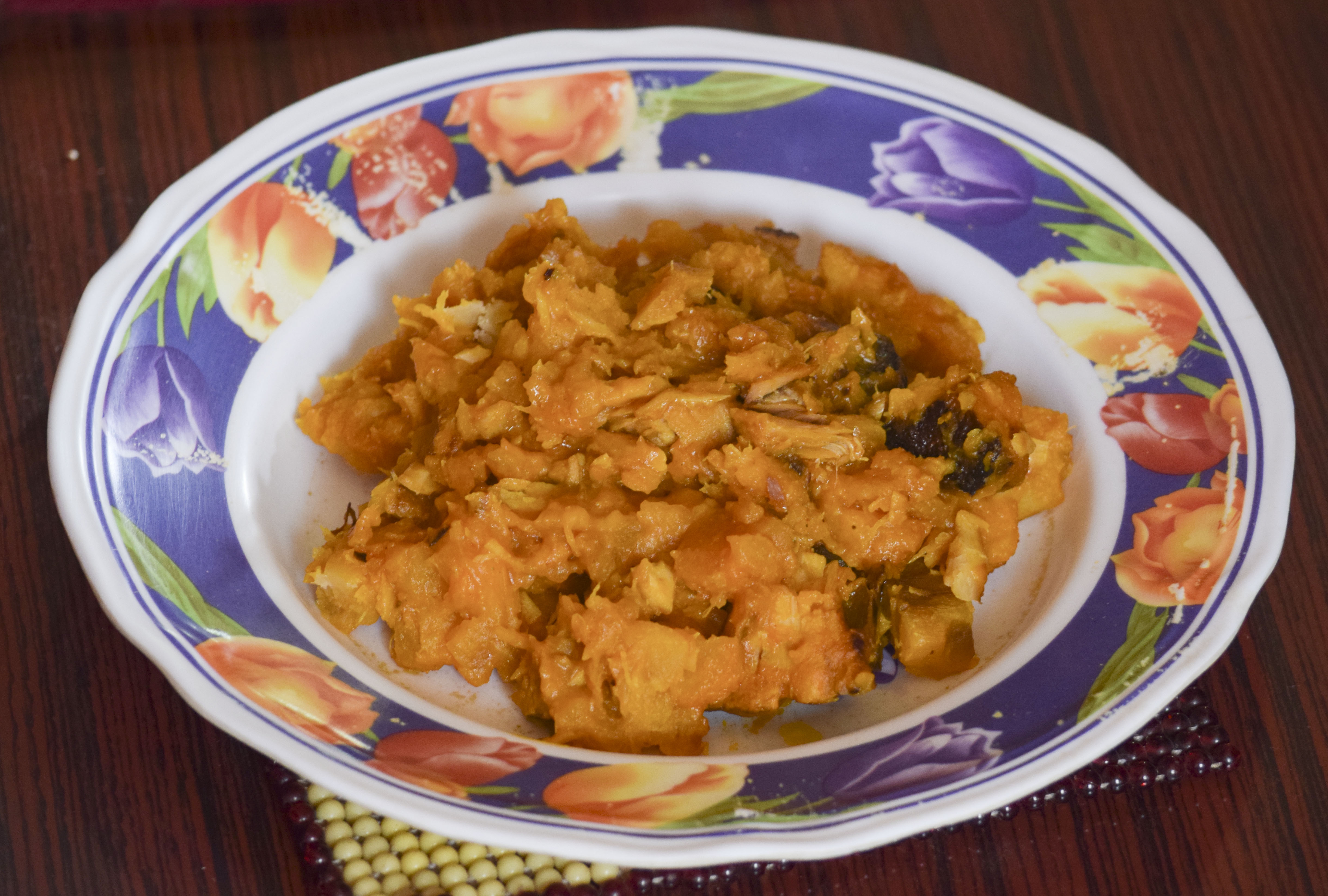
예베

시에라리온 요리(Sierra Leone 料理, 영어: Sierra Leonean cuisine 시에라 리오니언 퀴진[*])는 서아프리카에 있는 시에라리온의 요리이다.

## 스튜

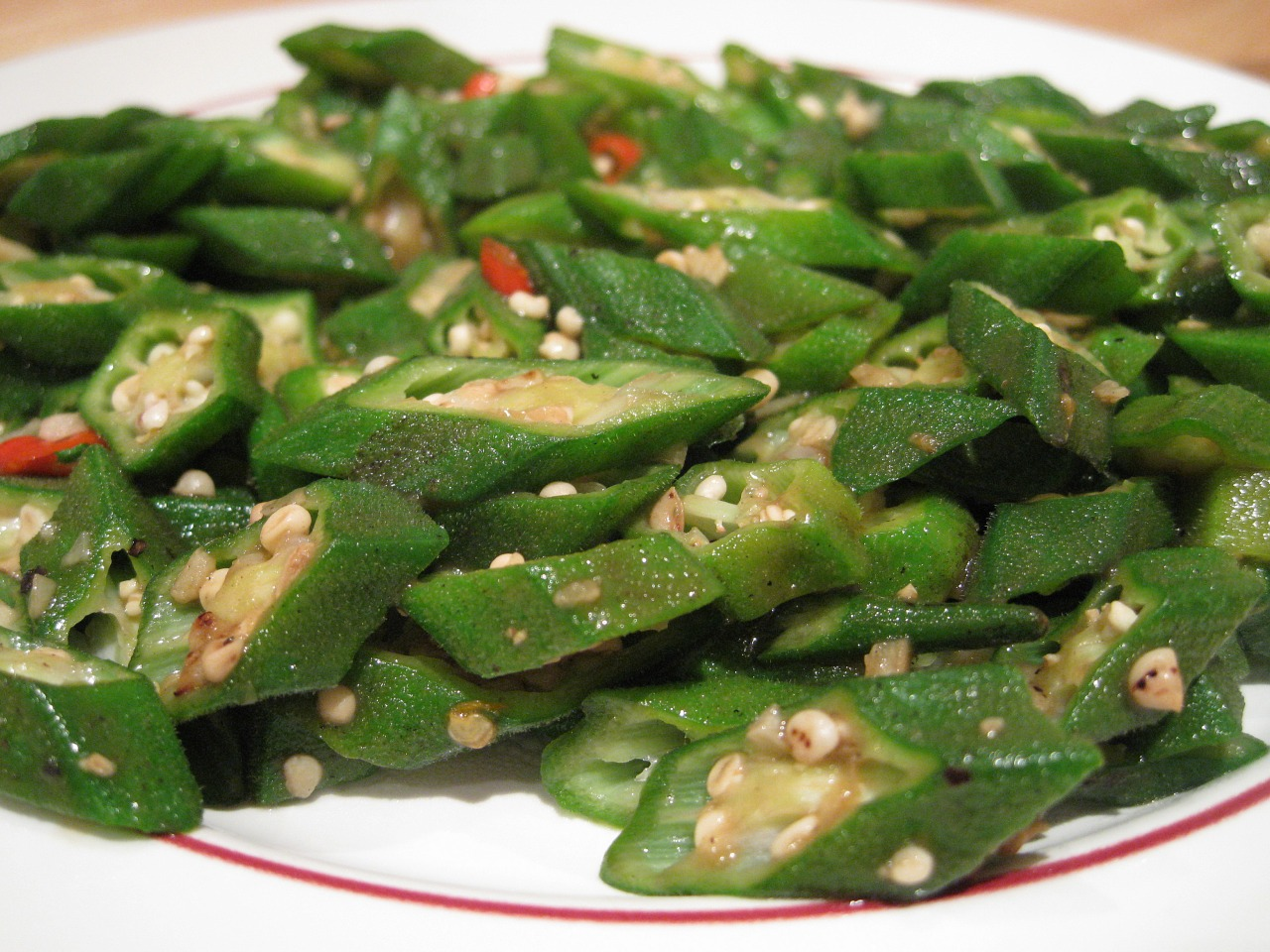

땅콩 스튜는 가장 기본적인 것으로서 모든 국민들이 즐기는 요리이다.

### 카사바 잎
카사바 잎이 가장 널리 쓰이며 특히 쉐르브로 족이 많이 사용한다. 카사바 잎을 잘 씻어서 말리거나 다듬은 다음에 요리하면서 집어 넣는다. 대개는 야자 기름과 양파, 후추, 생선이나 고기를 넣고 함께 끓여서 스튜를 완성시킨다. 좀 더 맛을 풍부하게 하고 싶다면 코코넛 기름을 넣는 것이 방법이다.

## 카사바 빵
생강으로 만든 음료수를 많이 마신다. 라임 주스는 아주 흔하지만 공장에서 만든 음료는 아직까지 출시되지 않고 있다.

## 같이 보기
- 서아프리카 요리